# 1774 en droit
Cet article présente les faits marquants de l'année 1774 en droit.

## Événements
- 20 mai :
  - Massachusetts Government Act. Loi martiale et suspension des libertés du Massachusetts. Les assemblées municipales et les assemblées populaires réagissent en se soulevant.
  - Administration of Justice Act[1].

- Juin : Rhode Island devient le premier État d'Amérique à interdire les importations d'esclaves[2].

- 2 juin : deuxième Quartering Act sur le logement des troupes dans les Treize colonies.

- 22 juin : l'Acte de Québec, adopté par la Chambre des communes le 13, reçoit la sanction royale. Il accorde la liberté religieuse aux catholiques romains du Canada et leurs institutions aux Canadiens français. Il restaure les anciennes frontières du Québec et les lois françaises et préserve le système seigneurial. La vallée de l'Ohio est rattachée au Canada, ce qui bloque toute expansion vers l’ouest aux colons américains. Le gouvernement du pays est confié à un gouverneur assisté d’un Conseil de dix-sept à vingt-trois membres nommés par la Couronne[1].

- 10 septembre : nouveau code de l’Inquisition au Portugal[3].

- 23 septembre : loi de réforme de l'administration de la justice dans le royaume des Deux-Siciles[4], confirmée par une édit royal du 26 novembre[5].

- 6 décembre : réforme de l’enseignement secondaire en Autriche et en Bohême[6]. Une ordonnance rédigée par l’abbé Ignace Felbiger (de) réorganise les écoles élémentaires fondées sur la lecture, l’écriture et le calcul. Enseignement obligatoire pour tous entre 6 et 12 ans.